# Enguterothrix
Enguterothrix es un género de arañas araneomorfas de la familia Linyphiidae. Se encuentran en el África subsahariana.

## Lista de especies
Según The World Spider Catalog 12.0:
- Enguterothrix crinipes Denis, 1962.
- Enguterothrix fuscipalpis Denis, 1962.
- Enguterothrix tenuipalpis Holm, 1968.